# Das Glas Wasser
Das Glas Wasser (vollständiger Titel: Das Glas Wasser, oder: Ursachen und Wirkungen, Titel des frz. Originals: Le Verre d’eau ou Les Effets et les causes) ist ein Lustspiel in fünf Akten des französischen Schriftstellers Eugène Scribe.

## Handlung
Das Stück spielt am Hofe der letzten Stuart-Königin Anne von Großbritannien. Es ist das 18. Jahrhundert zur Zeit des Spanischen Erbfolgekrieges – Anna jedoch ist keine starke Herrscherin, sondern steht unter dem Einfluss der Herzogin von Marlborough. Die Königin ist um Frieden bemüht, die Herzogin dagegen verspricht sich Gewinn vom Krieg, da ihr Ehemann Oberbefehlshaber der britischen Armee ist.
Der größte Feind der Herzogin ist Lord Bolingbroke, der den Frieden möchte, um die Familie Marlborough auszuschalten und Premierminister von England zu werden. Um das zu erreichen, bedient sich der Lord eines jungen Offiziers der königlichen Garde, in den sowohl Königin Anna als auch die Herzogin verliebt ist, und nutzt so die Gefühle der Damen für seine Hofintrige.
Als Feinde gegenüber stehen sich somit eine Figur (Lord Marlborough), die mit undurchschaubarer Willkür die englischen Regierungsgeschäfte führt und einen unnötigen und teuren Krieg gegen Louis XIV zu verantworten hat, und eine Hauptfigur (Lord Bolingbroke), die nach der Maxime handelt: „Die unbedeutendsten Dinge können oft die größte Wirkung haben. Sie glauben vielleicht, wie alle Welt, daß die politischen Katastrophen, die Revolutionen, der Fall eines Reiches, von ernsten, tiefen, wichtigen Ursachen herrühren. Weit gefehlt! Die Staaten werden durch Helden, durch große Männer unterjocht oder vertheidigt, aber jene großen Männer werden durch kleine Leidenschaften, Capricen, Eitelkeiten geleitet.“ (I. Akt, 4. Szene).
Scribes Das Glas Wasser ist ein Musterbeispiel einer Pièce bien faite, in der alle Handlungsmotive so ineinander verzahnt sind, dass die Handlung an jeder Stelle von einer geradezu positivistischen Folgerichtigkeit geprägt ist. Die politischen und historischen Abläufe, die das Thema der Komödie bilden, wirken vollkommen logisch und folgerichtig. Zudem verweist der Untertitel des Stücks, „Ursachen und Wirkungen“, deutlich auf ein solches für das mittlere 19. Jahrhundert typisches Geschichtsverständnis und Fortschrittsdenken.

## Aufführungen
Die Uraufführung fand am 17. November 1840 in Paris im Théâtre-Français statt. Das Stück wurde in zahlreiche Sprachen übersetzt (ins Deutsche bereits 1841 durch Alexander Cosmar) und wird auch heute noch oft aufgeführt.
Am Wiener Burgtheater wurde mit Boy Gobert und Friedel Schuster 1967 eine von Georg Kreisler übersetzte und bearbeitete Fassung aufgeführt, für die Kreisler eigene Lieder schrieb. Sie wurde auch von weiteren Theatern übernommen. Eine Szene und ein Chanson daraus sind auf Goberts Album Die ganze Welt ist Bühne zu finden.

## Hörspielfassungen
Der ORF Wien produzierte unter der Regie von Ludwig Unger, der auch die Funkbearbeitung vornahm, im Jahr 1951 eine Hörspielfassung mit Mitgliedern des Wiener Burgtheaters (Erstsendung am 21. September 1951). Raoul Aslan sprach Lord Bolingbroke, Maria Eis die Herzogin und Alma Seidler Königin Anna. Darüber hinaus hörte man Eva Gold als Abigail und Erich Auer als Arthur Masham.
Zwischen 1926 und 1959 entstanden in Deutschland, einschließlich des Saarlandes mindestens 11 Hörspielfassungen, darunter einige so genannte Sendespiele aus der Zeit der Weimarer Republik, die seinerzeit noch „Live ohne Aufzeichnung“ ausgestrahlt wurden.
Übersicht:
- 1926: Das Glas Wasser – Regie: Karl Köstlin, mit Pia Mietens (Königin Anna), Elsa Pfeiffer (Herzogin von Marlborough), Kurt Junker (Vicomte von Bolingbroke), Ludwig Donath, Erna Fassbinder, Karl Köstlin, Georg Ott (SÜRAG)
- 1926: Das Glas Wasser – Regie: Heinz Hilpert (SÜWRAG (Frankfurt am Main))
- 1926: Das Glas Wasser – Regie: Hans Bodenstedt, mit Claire Goericke (Anna, Königin von England), Käte Wittenberg (Herzogin von Marlborough), Karl Wüstenhagen (Henry Saint-John, Vicomte von Bolinbroke), Hans Otto, Grete Holtz, Ferdinand Krantz, Hans Freundt, Lotte Schloß, John Walter (NORAG)
- 1946: Ein Glas Wasser – Regie: Theodor Steiner, mit Eva Zietz, Fränze Roloff, Karlheinz Schilling, Ursula Langrock (HR)
- 1947: Ein Glas Wasser – Regie: Arthur Georg Richter, mit Hans Magel (Bolingbroke), Eva Fiebig (Herzogin), Irmgard Weyrather (Königin), Horst Uhse, Agi Prandhoff, Günther Vulpius, Dagobert von Carlblom, Günter Schmitz, Per Lhot (SWF)
- 1948: Ein Glas Wasser – Regie: Helmut Brennicke, mit Otto Arneth, Ingeborg Schmidt-Fetscher, Marianne Kehlau, Annemarie Holtz (BR)
- 1951: Ein Glas Wasser – Regie: Heinz-Günter Stamm, mit Agnes Fink (Anna, Königin von England), Pamela Wedekind (Herzogin von Marlborough), Helmut Käutner (Henry St. John), Dieter Borsche, Brigitte Otto, Udo Löptin, Sigrid Seiler, Alexander Malachovsky, Jochen Hauer, Alfred Menhardt (BR)
- 1952: Das Glas Wasser (Theatermitschnitt) – Regie: Hanns Korngiebel (RIAS Berlin)
- 1952: Ein Glas Wasser – Regie: Heinz-Günter Stamm, mit Dagmar Altrichter (Anna, die junge Königin von England), Hilde Weissner (Herzogin von Marlborough), Gert Westphal (Henry Saint John, Vicomte von Bolingbroke), Dieter Borsche, Gerda-Maria Klein, Kurt Strehlen (RB)
- 1954: Das Glas Wasser – Regie: Wilm ten Haaf, mit Fritz Haneke, Agnes Fink, Elsa Scharoff, Gustl Halenke, Jürgen Goslar, Gerd Grellmann, Demetrius Galbierz, Musa Woettki (Radio Saarbrücken)
- 1959: Das Glas Wasser – Regie: Wilm ten Haaf (SR)

## Verfilmungen und Fernsehfassungen
1960 verfilmte Helmut Käutner Das Glas Wasser. Liselotte Pulver ist als Königin Anna zu sehen, Hilde Krahl als Herzogin und Gustaf Gründgens als Lord Bolingbroke. Horst Janson spielt den jungen Offizier Arthur, der als Herzensbrecher zwischen die Fronten von Gefühl und Politik gerät. Er und Sabine Sinjen als Hofdame geben das Buffopaar. Sinjens populär gewordenes Chanson von Bernhard Eichhorn ist Es muss an Arthur selber liegen, / dass alle Frauen auf ihn fliegen.
1962 wurde der Stoff von Helmut Schiemann für das Fernsehen der DDR verfilmt. Königin Anna wird von Christine Gloger dargestellt, die Herzogin von Inge Keller und Lord Bolingbroke von Ferdy Mayne. Den jungen Offizier gibt Claus Jurichs, die Hofdame Eva-Maria Hagen.
Aus dem Jahr 1977 stammt eine Fernsehfassung von Ein Glas Wasser des ZDF: O. W. Fischer ist in der Rolle des Lord Bolingbroke zu sehen, Maria Becker als Herzogin und Susanne Uhlen als Königin Anna. Außerdem spielen Sylvia Manas als Abigail, Oliver Tobias als Masham und Romuald Pekny als Marquis de Torcy. Regie führte Wolfgang Glück.
Weitere Verfilmungen:
- Ein Glas Wasser ist eine deutsche Verfilmung aus dem Jahre 1923 von Ludwig Berger.
- Ein Glas Wasser ist ein BRD Fernsehfilm aus dem Jahr 1958 von Hans Lietzau.
- Der Film  The Favourite – Intrigen und Irrsinn (Originaltitel The Favourite) greift wesentliche Elemente des Lustspiels auf.